# Colin McKay
Colin McKay (Regina, Saskatchewan, 29 de agosto de 1975) é um skatista profissional de Vancouver, Canadá. McKay estudou na Escola Secundária Handsworth em 1992. McKay começou a andar de skate em 1986 e aperfeiçoou suas habilidades no skate Kevin Harris Richmond 'Skate Ranch. Ele também foi patrocinado pela Powell Peralta e fez sua estréia no vídeo Bones Brigade Video 4, "Domínio Público". McKay rapidamente progrediu como um skater vert amador e teve uma parte de vídeo inovador no filme de Powell em 1990 "Propaganda". Seus estilos de manobras  ajudaram o progresso do skate vertical. McKay  continuaria a ser um skatista amador top do circuito de competição até que ele se tornou profissional em 1993. 
No final de 1991, McKay deixou a Powell Peralta para participar do preeminente Plano B Skateboards equipe, uma nova companhia formada por Mike Ternansky, Steve Rocco e Danny Way. A inclusão McKay na Plano B ajudou a sustentar sua carreira no skate nos anos 1990. 
Em 2005, McKay se envolveu no relançamento da marca Plan B Skateboards.
McKay mantém uma força de topo no mundo do skate vertical e hoje é um piloto-proprietário original e social da empresa de calçados de skate (DC Shoes), e é proprietário da RDS (Red Dragon Skateboards), RDS Skate Abastecimento e Centro de Distribuição .

## Videografia
- Public Domain, 1988 por Powell Peralta
- Ban This!, 1989 por Powell Peralta Ban This!,
- Propaganda, 1990 por Powell Peralta
- Eight, 1991 por Powell Peralta Oito,
- Celebrity Tropical Fish, 1991 por Powell Peralta
- Questionable, 1992 por Plan B
- Virtual Reality, 1993 por Plan B
- Second Hand Smoke, 1995 por Plan B
- The Revolution, 1998 por Plan B
- The Chocolate Tour, 1999 por Girl/Chocolate
- RDS/FSU/2002 Red Dragons Video
- The DC Video, 2003 por DC Shoes
- Remember The Name, 2005
- Life After Death 2006 Plan B promo filme
- SuperFuture 2008 Plan B promo filme